# Respiración (fisiología)
En fisiología, se llama respiración al proceso mediante el cual los seres vivos intercambian gases con el medio externo. Este proceso consiste en la entrada de oxígeno al cuerpo de un ser vivo y la salida de dióxido de carbono del mismo y sirve para sostener la respiración celular, el proceso bioquímico que consume oxígeno y produce dióxido de carbono para generar energía. 
En los organismos complejos la respiración consiste de varios procesos de transporte de gases entrelazados en serie. En el ser humano, los procesos que forman parte de la respiración son: la ventilación pulmonar (que transporta gases entre la atmósfera y los pulmones), la hematosis (entre los pulmones y la sangre), la circulación de la sangre, y el intercambio gaseoso interno (entre la sangre y las células). La ventilación pulmonar y también la respiración celular suelen llamarse simplemente "respiración" en muchos contextos.
La respiración es indispensable para la vida de los organismos aeróbicos. Dependiendo del tipo de órgano encargado del proceso, la respiración puede ser pulmonar, como en los mamíferos; traqueal, en los artrópodos; branquial, en los peces; o cutánea, en los anélidos. El intercambio puede producirse con el aire atmosférico, como ocurre en las aves y mamíferos, o tener lugar en el medio acuático que también contiene oxígeno y dióxido de carbono disuelto. El sistema respiratorio junto con el cardiovascular es un elemento integral del trabajo armonioso e interrelacionado de todos los órganos y sistemas del organismo, manteniendo la constancia de la composición gaseosa del aire alveolar, la circulación de la sangre y el fluido tisular.

## Respiración animal

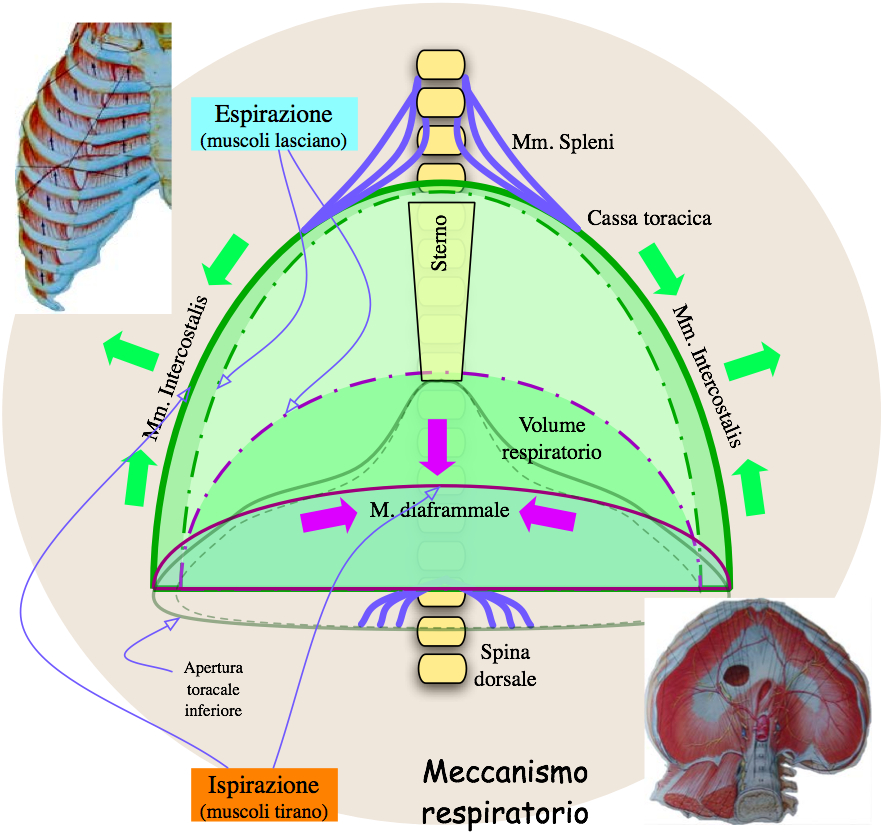
Diagrama que muestra el funcionamiento de la respiración humana

### Invertebrados
Los organismos de pequeñas dimensiones, como el plancton, reciben suficiente oxígeno por difusión a través de sus delgados tegumentos. Así respiran las esponjas, las medusas, y los platelmintos sin aparato circulatorio ni respiratorio.
Los artrópodos terrestres, como la mayoría de insectos y arácnidos, respiran por un sistema de tráqueas, tubos delgados con quitina y abertura al exterior por poros en la cutícula, que llevan el aire a la hemolinfa, que baña los diversos órganos. Algunas arañas tienen un cuerpo formado de la tráquea llamado pénfigo pulmonar. Los artrópodos acuáticos (especialmente larvas de insectos) desarrollan una especie de agallas formadas por tráqueas.
Los moluscos, en general, disponen de un sistema respiratorio, en algunos aspectos, similar al de los peces, tienen branquias que permiten el intercambio de oxígeno en un entorno acuático, incorporando oxígeno al sistema circulatorio. En los moluscos terrestres, como el caracol de los jardines, hay un pulmón con la misma función que el pulmón vertebrado, pero con un origen y estructura muy diferente.

### Vertebrados
Los peces óseos por lo general tienen branquias alojadas en una cavidad que tiene una abertura al exterior cerrada por una tapa, una placa de hueso que se mueve para controlar el flujo de agua; los seláceos, como los tiburones, que no tienen los sellos de membrana, sino hendiduras branquiales, aumentan el flujo de agua mediante la natación a alta velocidad con la boca abierta, causando así la entrada de agua a la cavidad branquial.
En los vertebrados terrestres y pulmonados, la respiración tienen lugar en órganos llamados pulmones, más particularmente en los alvéolos pulmonares, cuyas paredes están altamente irrigadas por vasos sanguíneos. Es entre la sangre y el aire en los pulmones que tiene lugar el intercambio de gases en un proceso llamado hematosis pulmonar. La entrada y salida de aire - con composición diferente debido al intercambio - es causada por movimientos (típicamente involuntarios) de los músculos del tórax. También los peces pulmonados tienen uno o dos pulmones. En los anfibios la piel es otro órgano respiratorio; está muy vascularizada y constantemente húmeda, con la humedad mantenida a través de la secreción de moco por parte de células especializadas.
La estructura anatómica de los pulmones es menos compleja en los reptiles que en los mamíferos. También el sistema respiratorio de las aves difiere significativamente del que se encuentra en los mamíferos, con características anatómicas únicas, como por ejemplo bolsas de aire; debido a la alta tasa metabólica requerida para el vuelo, las aves tienen una alta demanda de oxígeno.
Todos los mamíferos, incluidos los acuáticos, tienen respiración pulmonar. Se caracterizan por tener dos pulmones muy desarrollados y divididos en lóbulos; los pulmones se alojan en la cavidad pleural, y queda delimitada por el diafragma, que es un músculo que con su distensión y contracción, realiza la entrada y salida de gases. Las vías respiratorias son la tráquea que se bifurca en dos bronquios cada uno hacia un pulmón. Estos se continúan bifurcando en bronquiolos y acaba en los alveolos, en el resto de animales se llaman faveolos. El intercambio de gases (hematosis) se realiza en los alveolos. Los alveolos son sacos ciegos que están rodeados de capilares sanguíneos. La emisión de sonidos es posible por la presencia de cuerdas vocales a la laringe. Entre un mamífero y un anfibio de la misma medida el primero tiene 10 veces más superficie pulmonar.

## Tipos de respiración
Los seres vivos aeróbicos han desarrollado varios sistemas de intercambio gaseoso con el medio en el que viven: cutáneo, traqueal, branquial y pulmonar. Mediante cualquiera de estos sistemas incorporan oxígeno procedente del medio exterior y desechan dióxido de carbono y vapor de agua, como producto del proceso del metabolismo energético. El ser humano y los mamíferos presentan únicamente respiración pulmonar, pero algunos organismos como los anfibios utilizan varios sistemas simultáneamente y tienen respiración cutánea y pulmonar.
- Respiración pulmonar

Intercambio de gases en el alvéolo pulmonar

Tiene lugar en la mayor parte de los vertebrados terrestres: anfibios, reptiles, aves y mamíferos incluyendo el hombre. El aparato respiratorio de tipo pulmonar está formado por unos orificios respiratorios situados en la cabeza que comunican con un conducto que se llama laringe el cual desemboca a través de la tráquea en los pulmones. Los pulmones constan de un conjunto de alveolos rodeados de capilares sanguíneos. En los alveolos es donde se produce el intercambio de gases con la sangre. La sangre oxigenada es distribuida por todo el organismo mediante el aparato circulatorio.
- Respiración traqueal

La respiración traqueal tiene lugar en muchos invertebrados, incluyendo los insectos, miriápodos y algunos arácnidos. Estos animales disponen de una serie de orificios a lo largo de su cuerpo llamados estigmas por los cuales se introduce el aire de la atmósfera. Los estigmas dan lugar a unos conductos que reciben el nombre de tráqueas que se ramifican en el interior de su organismo para permitir el intercambio gaseoso.
- Respiración branquial

Los animales acuáticos deben obtener el oxígeno para sus funciones vitales del agua, donde su concentración suele ser bastante baja. En el agua debajo de la superficie, su concentración típica es de aproximadamente 5 ml/l, o 0,0005%, en comparación con 20% en la atmósfera. Los animales de mayor tamaño, como los peces, han desarrollado estructuras especiales llamadas branquias o agallas, y formas de aumentar el flujo de agua a través de este tipo de estructuras. Las branquias están formadas por un conjunto de láminas muy finas rodeadas de vasos sanguíneos. Cuando el agua cargada de oxígeno pasa entre las branquias, se produce el intercambio gaseoso con la sangre.
- Respiración cutánea

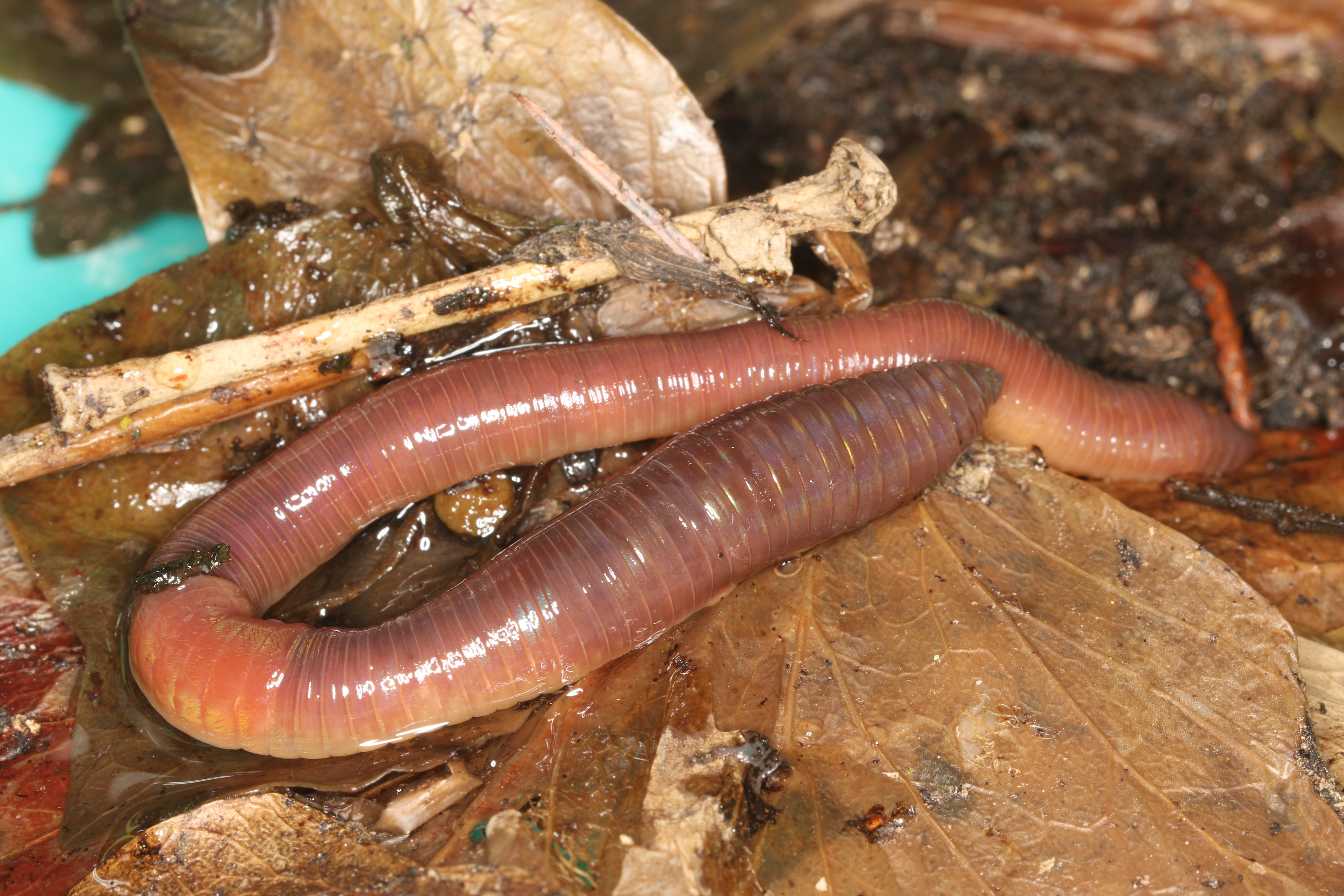
Los anélidos como la lombriz de tierra no tienen pulmones, respiran a través de la piel (respiración cutánea)

En algunos animales la respiración se produce directamente a través de la piel. Para que ello sea posible, la piel debe ser muy fina y no estar recubierta por estructuras corneas como las escamas. Entre los animales que poseen respiración cutánea se encuentran los anélidos. La respiración cutánea puede ser responsable de hasta el 20 % del intercambio de gases en algunos reptiles y un porcentaje mayor en los anfibios. Además de los animales pequeños, los hongos, las plantas no vasculares, y los microorganismos también respiran por difusión superficial.

## Respiración humana

Movimientos de la entrada de aire a los pulmones (inspiración) y de la salida (espiración). Se representa en verde el diafragma.

La respiración humana es de tipo pulmonar y consta básicamente de los siguientes procesos:
- Ventilación que, a su vez, se compone de inspiración o entrada de aire a los pulmones, y espiración, o salida de aire de los pulmones.
- Intercambio gaseoso en los alvéolos pulmonares o hematosis. El oxígeno pasa de los alvéolos a la sangre por difusión.
- Transporte de oxígeno a través de la sangre y el sistema circulatorio hasta todos los tejidos.
- Intercambio gaseoso interno. Consiste en el intercambio de gases entre los tejidos y la sangre, de tal forma que el oxígeno pasa de la sangre a las células de todo el organismo y el dióxido de carbono realiza el camino inverso, desde las células a la sangre.

Resulta indispensable la conexión entre el aparato respiratorio y el sistema circulatorio, ambos trabajan conjuntamente con el mismo fin, garantizar el suministro constante de oxígeno a todas las células que forman el cuerpo.
Se llama Respiración celular a un conjunto de reacciones bioquímicas que ocurren en las células de los organismos vivos en las que se produce la oxidación de hidratos de carbono, lípidos y aminoácidos a dióxido de carbono y agua para liberar la energía necesaria para la biosíntesis de moléculas de adenosín trifosfato (ATP), que es una fuente versátil de energía en la célula.

### Inspiración o inhalación
La inspiración o inhalación es el proceso por el cual entra aire rico en oxígeno desde el medio exterior hacia el interior de los pulmones. La comunicación de los pulmones con el exterior se realiza por medio de las vías aéreas superiores (cavidades nasal y bucal, faringe, laringe y tráquea). La inspiración es la fase activa de la respiración, para que se produzca es necesario que se contraigan diferentes músculos con la finalidad de aumentar el tamaño del tórax movilizando las articulaciones costovertebrales, lo cual hace que el pulmón se expande y el aire atmosférico tienda a entrar para igualar la presión. Los músculos principales que intervienen son el diafragma y los músculos intercostales externos e internos, otros músculos accesorios son el músculo escaleno que eleva la primera y segunda costilla y el músculo esternocleidomastoideo que eleva el esternón. Durante la inspiración aumenta el diámetro vertical del tórax por el descenso del diafragma, pero también aumenta el diámetro transversal y el anteroposterior por la acción de los restantes músculos citados que elevan las costillas.

### Espiración o exhalación

Durante la inspiración, el diafragma se contrae y desciende. Durante la espiración, el diafragma se relaja y sube.

La exhalación o espiración es el fenómeno por el cual el aire pobre en oxígeno y rico en dióxido de carbono sale de los pulmones, es por tanto el proceso inverso a la inspiración. Es una fase pasiva de la respiración, porque el tórax por su propiedad física de elasticidad, se retrae y todos sus diámetros disminuyen sin intervención de la contracción muscular, volviendo a su forma primitiva (de reposo). Los músculos que se contraen al dilatarse el tórax, se relajan en esta fase; las costillas vuelven a su posición inicial así como el diafragma. A medida que esto sucede, la capacidad de la cavidad torácica disminuye lo que hace que la presión intrapulmonar aumente en relación con la presión atmosférica y el aire sale de los pulmones. Para que el flujo de aire se produzca debe de existir una diferencia de presión. Se llama presión intrapulmonar a la presión del aire en los espacios aéreos del pulmón y puede ser más alta o más baja que la presión atmosférica. Cuando la presión intrapulmonar es mayor que la atmosférica el aire sale de los pulmones (espiración), en cambio cuando la presión atmosférica es mayor que la presión intrapulmonar el aire entra en los pulmones (inspiración).
Cuando se realiza una espiración forzada intervienen de forma activa algunos músculos de la pared abdominal, principalmente el músculo recto abdominal que al contraerse propulsa las vísceras abdominales hacia arriba y aumenta la subida del diafragma. Este proceso no tiene lugar durante una espiración normal.

### Mecánica
Los pulmones no son capaces de inflarse por sí mismos, y sólo se expande  cuando se produce un aumento del volumen de la cavidad torácica. En los seres humanos, al igual que en los demás mamíferos, esto se consigue principalmente mediante la contracción del diafragma, pero también mediante la contracción de los músculos intercostales que tiran de la caja torácica hacia arriba y hacia fuera, como se muestra en los diagramas de la derecha. Durante la inhalación forzada (Figura de la derecha) los músculos accesorios de la inhalación, que conectan las costillas y el esternón a las vértebras cervicales y a la base del cráneo, en muchos casos a través de una unión intermedia con las clavículas, exageran los movimientos de palanca de la bomba y asa de cubo (véanse las ilustraciones de la izquierda), provocando un mayor cambio de volumen de la cavidad torácica. Durante la exhalación (espiración) todos los músculos respiratorios se relajan, devolviendo el tórax y el abdomen a una posición denominada "posición de reposo", que viene determinada por su elasticidad anatómica. En este momento los pulmones contienen una pequeña cantidad de aire que se llama capacidad residual funcional. En el humano adulto, tiene un volumen de unos 2,5-3,0 litros.
Durante una respiración intensa (hiperpnea) como, por ejemplo, durante el ejercicio, la exhalación se produce por la relajación de todos los músculos de la inhalación, (de la misma manera que en reposo), pero, además, los músculos abdominales, en lugar de ser pasivos, ahora se contraen fuertemente provocando que la caja torácica sea empujada hacia abajo (frontal y lateralmente). Esto no sólo disminuye el tamaño de la caja torácica, sino que también empuja los órganos abdominales hacia arriba contra el diafragma que, en consecuencia, sobresale profundamente en el tórax. El volumen pulmonar al final de la espiración es ahora menor que la "capacidad residual funcional" en reposo. Sin embargo, en los mamíferos los pulmones no pueden vaciarse completamente. En un humano adulto, siempre queda al menos un litro de aire residual en los pulmones después de la máxima exhalación.
La respiración diafragmática hace que el abdomen se abulte y retroceda rítmicamente. Por ello, a menudo se denomina "respiración abdominal". Estos términos suelen utilizarse indistintamente porque describen la misma acción.
Cuando se activan los músculos accesorios de la inhalación, especialmente durante la respiración dificultosa, las clavículas son empujadas hacia arriba, como se ha explicado anteriormente. Esta manifestación externa del uso de los músculos accesorios de la inhalación se denomina a veces respiración clavicular, y se observa especialmente durante los ataques de asma y en personas con enfermedad pulmonar obstructiva crónica.

### Control de la respiración
La regulación de los movimientos respiratorios se lleva a cabo en el centro respiratorio, que está representado por un conjunto de células nerviosas ubicadas en diferentes partes del sistema nervioso central. La parte principal del centro respiratorio se encuentra en la médula oblonga y funciona de manera involuntaria. El centro respiratorio recibe información procedente de quimiorreceptores situados en diferentes lugares del organismo que son capaces de detectar la concentración de dióxido de carbono y oxígeno. Cuando aumenta la concentración de dióxido de carbono, el centro respiratorio emite órdenes a través del nervio frénico para aumentar la frecuencia de los movimientos respiratorios hasta que se llega a una situación de equilibrio. Cuando se realiza un esfuerzo físico importante, la frecuencia respiratoria aumenta inmediatamente de manera automática en respuesta al déficit de oxígeno. En reposo, en un adulto medio, tienen lugar alrededor de 15 respiraciones por minuto, mientras que situaciones de ejercicio intenso pueden llegar a 60 respiraciones por minuto. Otros factores que tienen un efecto reflejo sobre la respiración a través de la regulación nerviosa son: irritación por calor o frío (sistema sensorial) de la piel, dolor, miedo, enojo, alegría (y otras emociones y factores de estrés).
En un bebé recién nacido después de la ligadura del cordón umbilical y la separación del cuerpo de la madre, el dióxido de carbono se acumula en la sangre y la cantidad de oxígeno disminuye. El exceso de CO2 humoral (neurohormonal) y la falta de O2 por reflejo a través de los receptores de los vasos sanguíneos excitan el centro respiratorio. Esto conduce a una reducción en los músculos respiratorios y a un aumento en el volumen del tórax, los pulmones se expanden, la primera respiración ocurre, más a menudo con un llanto.
Cabe señalar que los receptores del dolor en los pulmones están ausentes, por lo tanto, para prevenir enfermedades, se realizan exámenes periódicos de fluorografía.

### Intercambio de gases en los alvéolos pulmonares

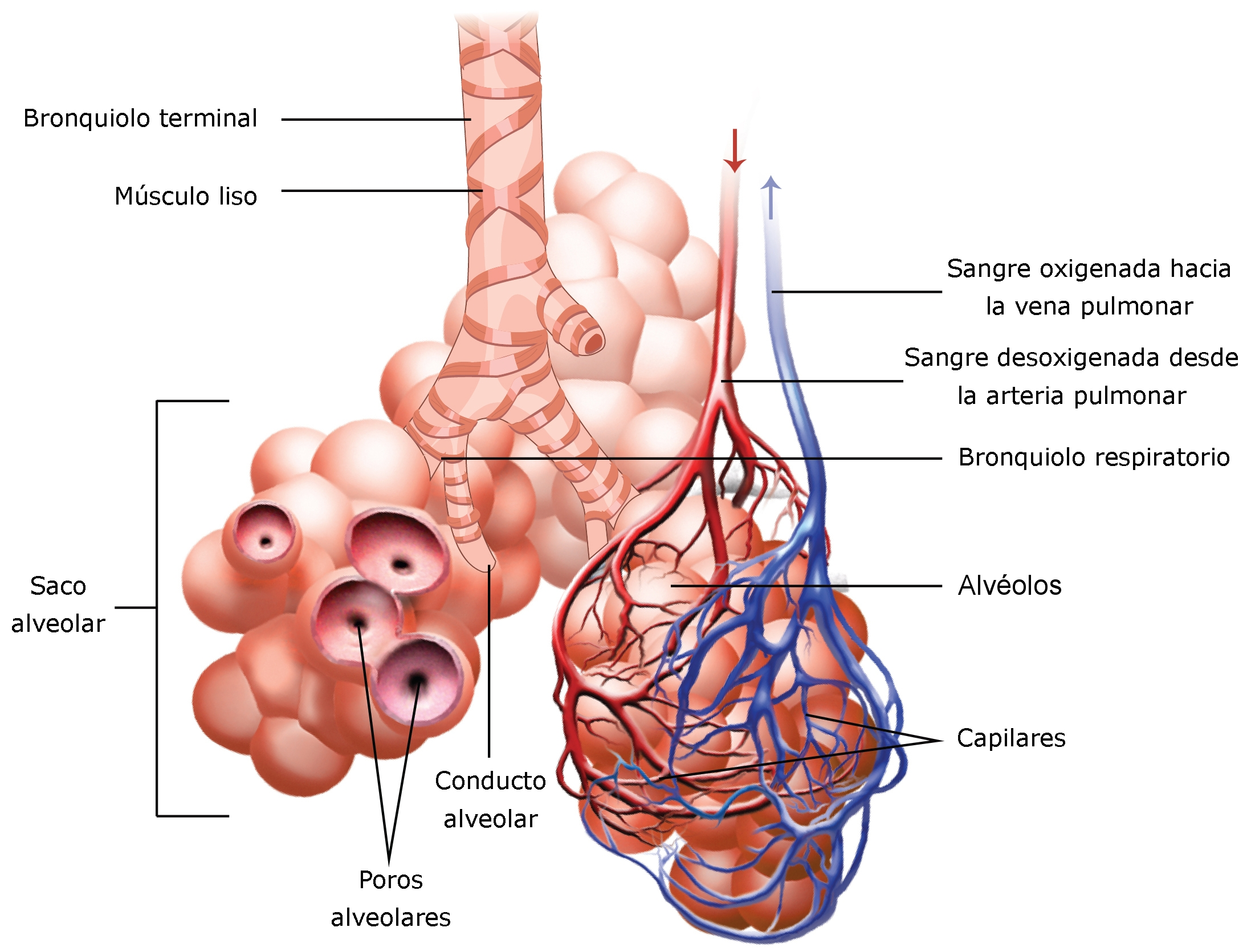
Esquema del alvéolo pulmonar y la red capilar que hace posible el intercambio de oxígeno con la sangre

El intercambio externo es el movimiento de los gases entre el alvéolo del pulmón a los capilares pulmonares. Tanto el oxígeno como el dióxido de carbono se trasladan por difusión libre desde el lugar en el que están a más concentración hacia donde la concentración es más baja. Para ello los gases deben atravesar dos barreras: la pared del alvéolo y la pared del capilar sanguíneo. El aire inspirado procedente de la atmósfera tiene 21 % de oxígeno y solo 0.04 % de dióxido de carbono, por el contrario el aire que se elimina durante la espiración tiene 16 % de oxígeno y 3.5 % de dióxido de carbono.

### Transporte de gases por la sangre
Una pequeña cantidad de oxígeno es transportado disuelto directamente en la sangre, pero la mayor parte lo hace ligado a la hemoglobina. La hemoglobina es una molécula proteica que se encuentra en el interior de los glóbulos rojos y tiene la función de transportar el oxígeno que libera con facilidad cuando alcanza los tejidos. La sangre que sale del corazón izquierdo por la arteria aorta está saturada al 97 % de oxígeno, en cambio después de liberarlo en los capilares, la saturación baja hasta el 70 %. La diferencia del 27 % corresponde al oxígeno que ha sido captado por las células para sus funciones metabólicas.
El dióxido de carbono se transporta por la sangre de forma diferente al oxígeno. El 15 % se combina con la hemoglobina para formar desoxihemoglobina, el 10 % se disuelve directamente en el plasma, el 75 % se traslada en forma de ion bicarbonato, el ion bicarbonato se forma con dióxido de carbono y agua según la siguiente reacción CO
2 + H
2O {\displaystyle \rightleftharpoons } H
2CO
3 {\displaystyle \rightleftharpoons } HCO−
3 + (H+
).

### Intercambio gaseoso interno
Es el intercambio de gases que se produce entre la sangre y los diferentes tejidos del cuerpo. La sangre oxigenada en los pulmones llega a las células de los distintos tejidos transportada por los capilares. En ese punto se produce el proceso de intercambio:
- Por un lado, el oxígeno pasa desde la sangre hacia las células por difusión a través de la membrana celular.
- Por otra parte a través de la membrana celular pasa hacia la sangre procedente de las células de los tejidos el dióxido de carbono y el vapor de agua de desecho.

La sangre carboxigenada es transportada de regreso por los capilares venosos hasta las venas cavas que desembocan en el corazón, para ser enviada nuevamente a los pulmones.

El proceso de difusión simple hace posible la entrada de oxígeno en la célula atravesando la membrana celular

## Respiración vegetal
La respiración vegetal es el proceso de respiración que tiene lugar en una planta. Este proceso también se basa en el consumo de oxígeno y la liberación de dióxido de carbono. No se la debe confundir con el intercambio gaseoso a consecuencia de la fotosíntesis. También se suele indicar que la respiración en los vegetales incluye agua por el hecho que en el proceso fotosintético se está capturando energía proveniente de las ondas electromagnéticas del sol.
En las plantas, el intercambio gaseoso se realiza principalmente a través de estomas y/o lenticelas. Los estomas o pneumatodes están formados por un par de células epidérmicas modificadas (células estomáticas o células oclusivas) de forma arriñonada. Para el intercambio gaseoso forman un orificio llamado ostiolo que se cierra automáticamente en los casos de exceso de CO2 o de carencia de agua. Los estomas suelen localizarse en la parte inferior de la hoja, en la cual no reciben la luz solar directa, también se encuentran en tallos herbáceos.
Las lenticelas se encuentran diseminadas en la corteza muerta de tallos y raíces. De manera típica, las lenticelas son de forma lenticular (lente biconvexa) en su contorno externo, de donde deriva el nombre. Están orientadas vertical u horizontalmente sobre el tallo, según la especie y varían en tamaño, desde apenas visibles a tan grande como 1 cm o aún 2,5 cm de largo. En árboles con corteza con muchas fisuras, las lenticelas se encuentran al fondo de las fisuras. La función de las lenticelas es permitir un intercambio limpio de gases entre los tejidos parenquimatosos internos y la atmósfera.

### Respiración y fotosíntesis
La fotosíntesis llevada a cabo por las plantas, y en un sentido más amplio en todos los organismos autótrofos, se suele presentar como la reacción inversa a la respiración aeróbica, puesto que la ecuación global es justamente la inversa:
Las plantas realizan exactamente la misma respiración aeróbica descrita anteriormente. Durante la noche, la fotosíntesis queda en suspenso por carencia de luz. Aun así la respiración en las plantas se lleva a cabo en todo momento para obtener la energía necesaria para realizar el catabolismo, del mismo modo que lo hacen el resto de eucariontes mediante la oxidación de glúcidos por parte de enzimas que conduce a la liberación de dióxido de carbono al medio ambiente. Aun así, la cantidad de dióxido de carbono que los autótrofos desprenden es menor que la cantidad que absorben para realizar la fotosíntesis, y el oxígeno que necesitan también es menor que el que llegan a desprender. La emisión limpia de dióxido de carbono es relativamente muy pequeña en comparación con la producción de oxígeno.
Como resultado de estas acciones metabólicas las plantas favorecen un equilibrio entre el oxígeno y el dióxido de carbono en la atmósfera.
La respiración es un proceso de vida esencial en las plantas. Es necesario para la síntesis de metabolitos esenciales incluyendo carbohidratos, aminoácidos y ácidos grasos, así como para el transporte de minerales y otros solutos entre las células. Consume entre un 25 y 75 % de todos los carbohidratos producidos en la fotosíntesis.

## Descubrimientos científicos

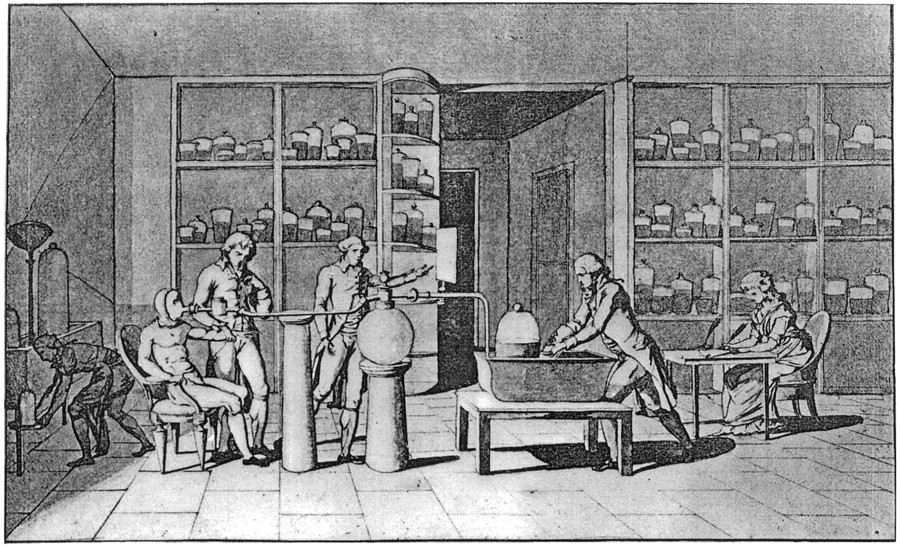
Antoine Lavoisier, ayudado por su esposa Marie-Anne Paulze, experimentó con Armand Seguin la respiración humana utilizando un espirómetro.

En 1779, basándose en los trabajos anteriores pero incompletos de Joseph Priestley, Jan Ingenhousz descubrió la respiración de las plantas al mismo tiempo que la fotosíntesis.
Al mismo tiempo, Antoine Lavoisier, con la ayuda de Marie-Anne Paulze y Armand Seguin, demostró mediante experimentos con animales (un gorrión en 1777 y una cobaya en 1780) y luego con seres humanos que la respiración consume la "parte eminentemente respirable del aire" (oxígeno) y produce "gas carbónico" (dióxido de carbono) y agua. Estos trabajos experimentales fueron confirmados empíricamente por médicos enfrentados a poblaciones de individuos que vivían en gran número en lugares mal ventilados, como Thomas Trotter (en) que estudiaba a los esclavos encerrados en las bodegas de los barcos negreros.
En 1937, Hans Adolf Krebs aclaró el papel del trifosfato de adenosina (ATP) en el metabolismo respiratorio.
En 1961, Peter Mitchell localizó la transferencia de energía en las membranas de las mitocondrias. Ambos fueron galardonados con el Premio Nobel (medicina y química).
En 1967, Lynn Margulis publicó su teoría del origen endosimbiótico de los orgánulos y el papel clave de la endosimbiosis en la evolución de los organismos vivos Así pues, las mitocondrias son antiguas bacterias que han conferido a los eucariotas numerosas propiedades biológicas, entre ellas la respiración.

## Conceptos relacionados

### Respiración celular
La respiración celular es una reacción química de oxidación-reducción que hace posible que se suministre la energía necesaria para que una célula funcione. Aunque la respiración fisiológica es necesaria para mantener la respiración celular y, por lo tanto, la vida, los procesos son distintos: la respiración celular tiene lugar en las células individuales, mientras que la respiración fisiológica se refiere a la difusión y el transporte de metabolitos entre el organismo y el ambiente externo. Para que la respiración celular sea posible, hacen falta dos componentes básicos:
- El combustible, que puede ser la glucosa, uno ácido graso u otras moléculas orgánicas cómo aminoácidos o cuerpos cetónicos.

En el caso de los seres humanos, y de los animales en general, el carburante se obtiene mediante la digestión y llega a las células a través del sistema circulatorio. En el caso de las plantas, a menudo proviene de la degradación de la glucosa, sacarosa y almidón obtenidos al proceso de la fotosíntesis.
- El comburente, que habitualmente es el oxígeno.

En el caso de los seres humanos y en la mayoría de los vertebrados, el oxígeno se extrae del aire mediante la acción de los pulmones o de las branquias y también llega a las células gracias al transporte por la vía sanguínea, viajando fijado en la hemoglobina que hay en los eritrocitos (glóbulos rojos).
Esta reacción produce energía en forma de ATP y dos subproductos:
- Dióxido de carbono (CO2), que es evacuado por la circulación sanguínea, por donde viaja disuelto en el plasma.
- Agua (H2O).

#### Tipo de respiración celular
| Tipo de respiración                   | Organismos                                                             | Reacción "fundamental"            | Eo' [V] | Rendimiento energético |
| ------------------------------------- | ---------------------------------------------------------------------- | --------------------------------- | ------- | ---------------------- |
| Respiración aeróbica                  | Aerobios obligados y facultativos (ej. eucariontes)                    | O2 -> H2O                         | + 0,82  | 30 ATP                 |
| Respiración férrea                    | Aerobios facultativos, anaerobios obligados (ej. desulfuromonadales)   | Fe3+ -> Fe2+                      | + 0,75  |                        |
| Desnitrificación                      | Aerobios facultativos (ej. Paracoccus denitrificans, Escherichia coli) | NO3- -> NO2-                      | + 0,40  |                        |
| Respiración fumárica                  | Aerobios facultativos (ej. Escherichia coli)                           | Ácido fumárico -> Ácido succínico | + 0,03  |                        |
| Desulfuricación                       | Anaerobios obligados (ej. Desulfobacter latus)                         | SO42- -> HS-                      | - 0,22  |                        |
| Metanogénesis (respiración carbónica) | Metanógenos y anaerobios obligados (ej. Methanothrix thermophila)      | CO2 -> CH4                        | - 0,25  |                        |
| Respiración sulfúrica                 | Aerobis facultativos y anaerobios obligados (ej. desulfuromonadals)    | S0 -> HS-                         | - 0,27  |                        |
| Acetogénesis (respiración carbónica)  | Homoacetógenos y anaerobios obligados (ej. Acetobacterium woodii)      | CO2 -> CH4                        | - 0,30  |                        |

##### Respiración aeróbica

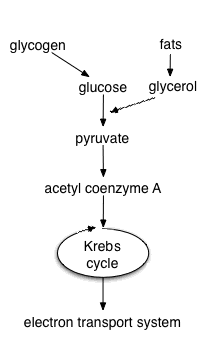
Esquema de la respiración aeróbica

La respiración aeróbica es un proceso metabólico en el cual los seres vivos extraen energía de moléculas orgánicas, como la glucosa, por un proceso complejo en el cual lo carbono queda oxidado y el oxígeno procedente del aire es la sustancia oxidante. El oxígeno, como muchos gases, quiniela sin obstáculos las membranas biológicas; primero la membrana plasmática y después las membranas mitocondriales.
La respiración aeróbica es el proceso activo en la mayoría de los seres vivos, y por este motivo se los denomina aerobis. En general, es propia de los organismos eucariontas y de algunos tipos de bacterias.
La glucosa es oxidada al citosol de la célula a ácido pirúvico durante la glicólisis; el ácido pirúvico penetra a la matriz mitocondrial dónde es descarboxilado a acetil coenzima A; este ingresa al ciclo de Krebs dónde será totalmente oxidado a CO2. Los electrones arrancados a los sustratos durante estos procesos son captados por los coenzimas NAD+ y FAD que los conducirán a las crestas mitocondriales, donde serán cedidos a la cadena transportadora de electrones, que en último término combi naceran dos electrones, dos protones y 1/2 O2 para formar una molécula de agua; simultáneamente, la enzima ATP sintasa generará ATP con la energía liberada en el proceso, fenómeno conocido como fosforilación oxidativa.
Es esta serie de reacciones el que se conoce con el nombre de respiración aeróbica. La reacción química global es la siguiente:

##### Respiración anaeróbica
En algunos casos, poco habituales, el oxidante no es el oxígeno y entonces la respiración se denomina anaeróbica.
La respiración anaeróbica es un proceso biológico de oxidación-reducción de hidrato de carbono y otros compuestos en el cual el receptor terminal de electrones es una molécula, generalmente inorgánica, diferente del oxígeno. Este tipo de respiración la realizan exclusivamente algunos grupos de bacterias.
En la respiración anaeróbica, por lo tanto, no se usa oxígeno y para realizar la misma función hace falta otra sustancia oxidante, como uno sulfato o uno nitrato.
En las bacterias con respiración anaerobia interviene también una cadena transportadora de electrones en la cual se vuelven a oxidar los coenzimas reducidos durante la oxidación de los sustratos nutrientes. Es un proceso análogo al de la respiración aeróbica, puesto que se compone de los mismos elementos (citocromos, quinones, proteínas hierro-sulfúricas, etc.). La única diferencia es que el aceptor último de electrones no es el oxígeno.
En la respiración anaeróbica todos los posibles aceptores tienen un potencial de reducción menor que el del O2, por lo cual, partiendo de los mismos sustratos (glucosa, aminoácidos, triacilglicerols), se genera menos energía que en la respiración aerobia convencional.
No se tiene que confundir la respiración anaeróbica con la fermentación, en la cual no hay en absoluto cadena de transporte de electrones, y el aceptor final de electrones es una molécula orgánica; estos dos tipos de metabolismo tienen solo en común el no ser dependientes del oxígeno.

### Ventilación pulmonar
En los animales con pulmones, la respiración fisiológica implica ciclos respiratorios de respiraciones inhaladas y exhaladas. La inhalación suele ser un movimiento activo. La contracción del diafragma provoca una variación de presión, que es igual a las presiones causadas por los componentes elásticos, resistivos e inerciales del sistema respiratorio. En contraste, la exhalación suele ser un proceso pasivo. Inhalar, lleva aire a los pulmones, donde se produce el proceso de intercambio gaseoso entre el aire en los alvéolos y la sangre en los capilares pulmonares.
El proceso de respiración no llena los alvéolos con aire atmosférico durante cada inhalación (aproximadamente 350 ml por respiración), pero el aire inhalado se diluye cuidadosamente y se mezcla completamente con un gran volumen de gas (aproximadamente 2,5 litros en humanos adultos) conocido como capacidad residual funcional que permanece en los pulmones después de cada exhalación, y cuya composición gaseosa difiere notablemente de la del aire ambiente. La respiración fisiológica implica los mecanismos que aseguran que la composición de la capacidad residual funcional se mantenga constante y se equilibre con los gases disueltos en la sangre capilar pulmonar, y por lo tanto en todo el cuerpo. Así, en un uso preciso, las palabras inspiración y ventilación son hipónimos, no sinónimos, de respiración; pero esta prescripción no se sigue constantemente, incluso por la mayoría de los proveedores de atención médica, porque el término frecuencia respiratoria (RR) es un término bien establecido en la atención médica, a pesar de que tendría que ser reemplazado constantemente por la tasa de ventilación si el uso preciso fuera adecuado.

## Aspectos referentes a la respiración
| Mecanismos                                                                                     | Experimentos | Cuidados intensivos y medicina de urgencias | Otros temas médicos |
| ---------------------------------------------------------------------------------------------- | --- | --- | --- |
| - Respiración - Hematosis - Gasometría arterial - Sistema de control de la respiración - Apnea | - Espirometría - Síndrome de muerte súbita infantil - Miastenia gravis - Asma - Ahogo - Asfixia - Disnea - Anafilaxia - Neumonía - Síndrome respiratorio agudo severo - Aspiración pulmonar - edema pulmonar - Muerte | - RCP - Ventilación mecánica - Intubacion - Pulmón de acero - Medicina de cuidados intensivos - Respiración líquida - ECMO - Toxicidad del oxígeno - Ventilador médico - Paramédico - Soporte vital - Anestesia general - Laringoscopio | - Terapia respiratoria - Gases respiratorios - Oxigenoterapia hiperbárica - Hipoxia - Embolia gaseosa - Malestar de descompresión - Barotrauma - Toxicidad del oxígeno - Narcosis de nitrógeno - Envenenamiento por dióxido de carbono - Envenenamiento por monóxido de carbono - HPNS |